# Haploscoloplos abranchiata
Haploscoloplos abranchiata är en ringmaskart som beskrevs av Hartman 1967. Haploscoloplos abranchiata ingår i släktet Haploscoloplos och familjen Orbiniidae. Inga underarter finns listade i Catalogue of Life.